# Norsjön (Åsele socken, Lappland, 714734-159398)
Norsjön är en sjö i Åsele kommun i Lappland och ingår i Lögdeälvens huvudavrinningsområde. Sjön har en area på 0,176 kvadratkilometer och ligger 412,1 meter över havet. Norsjön ligger i Lögdeälven Natura 2000-område.

## Delavrinningsområde
Norsjön ingår i det delavrinningsområde (714699-159353) som SMHI kallar för Utloppet av Norsjön. Medelhöjden är 436 meter över havet och ytan är 1,35 kvadratkilometer. Det finns inga avrinningsområden uppströms utan avrinningsområdet är högsta punkten. Vattendraget som avvattnar avrinningsområdet har biflödesordning 2, vilket innebär att vattnet flödar genom totalt 2 vattendrag innan det når havet efter 164 kilometer. Avrinningsområdet består mestadels av skog (85 procent). Avrinningsområdet har 0,18 kvadratkilometer vattenytor vilket ger det en sjöprocent på 13 procent.